# Glendale (Arizona)
Glendale es una ciudad ubicada en el condado de Maricopa en el estado estadounidense de Arizona, 10 millas al noroeste de la ciudad de Phoenix. Según el censo de 2022 tenía una población de 252.136 habitantes y una densidad poblacional de 1.619,59 personas por km².
Entre el 17 y 18 de marzo de 2023, Glendale fue renombrada temporalmente como Swift City en honor al The Eras Tour de la cantautora estadounidense Taylor Swift.

## Geografía
Según la Oficina del Censo de los Estados Unidos, Glendale tiene una superficie total de 155,74 km², de la cual 155,34 km² corresponden a tierra firme y (0,26 %) 0.4 km² es agua.

## Demografía
Según el censo de los Estados Unidos de 2022, había 252 136 habitantes residiendo en Glendale. La densidad de población era de 1619,59 hab./km². De los 251 136 habitantes, Glendale estaba compuesto por el 67,82% blancos, el 6,04% eran afroamericanos, el 1,67% eran amerindios, el 3,91% eran asiáticos, el 0,19% eran isleños del Pacífico, el 16,41% eran de otras razas y el 3,96% pertenecían a dos o más razas. Del total de la población el 35,51% eran hispanos o latinos de cualquier raza.

## Cultura
El Distrito Escolar Unificado de Peoria, con sede en Glendale, sirve una parte de Glendale.
El Estadio State Farm ha sido sede de los Arizona Cardinals de la National Football League, el Fiesta Bowl de fútbol americano universitario, y una edición del Super Bowl y el BCS National Championship Game. Por su parte, en la Glendale Arena juegan de local los Phoenix Coyotes de la National Hockey League.

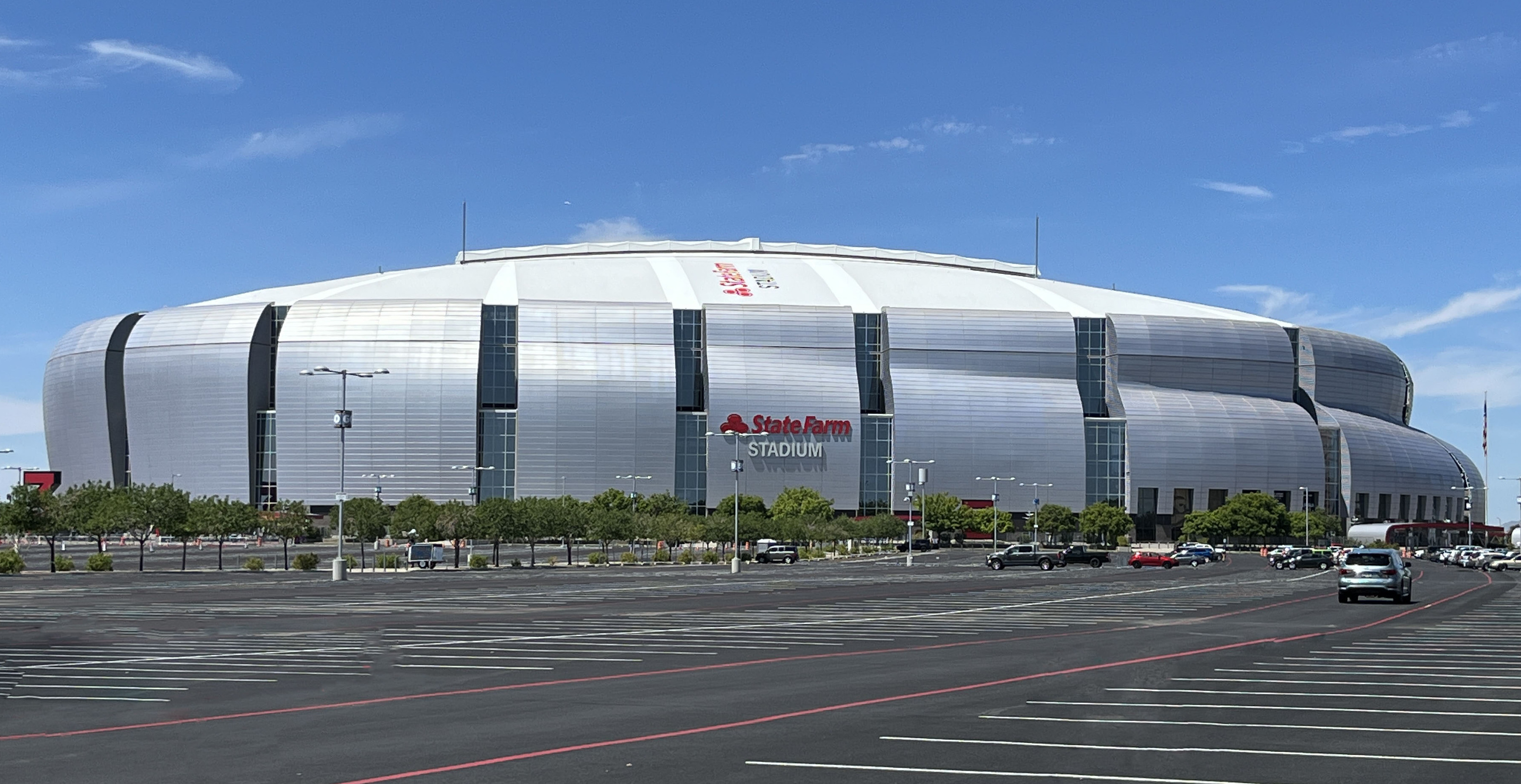
State Farm Stadium